# Костагути, Джамбаттиста
Джамбаттиста Костагути (итал. Giambattista Costaguti; 1636, Рим, Папская область — 8 марта 1704, там же) — итальянский куриальный кардинал. Единокровный брат кардинала Винченцо Костагути. Кардинал-священник с 13 февраля 1690, с титулом церкви Сан-Бернардо-алле-Терме с 10 апреля 1690 по 12 ноября 1691. Кардинал-священник с титулом церкви Сант-Анастазия с 12 ноября 1691 по 8 марта 1704.